# Vera Looser
Vera Looser   (Windhoek, 28 d'octubre de 1993) o Vera Adrian és una ciclista de Namíbia. Ha guanyat diferents campionats nacionals en ruta i contrarellotge. Ha participat en dos Jocs Olímpics.

## Palmarès en ruta
- 2010
  -  Campiona de Namíbia en ruta júnior
  -  Campiona de Namíbia en contrarellotge júnior
- 2012
  -  Campiona de Namíbia en ruta
  -  Campiona de Namíbia en contrarellotge
- 2014
  -  Campiona de Namíbia en ruta
- 2015
  -  Campiona de Namíbia en ruta
  -  Campiona de Namíbia en contrarellotge
- 2016
  - Campiona d'Àfrica en ruta
  - Campiona d'Àfrica en contrarellotge
  -  Campiona de Namíbia en ruta
  -  Campiona de Namíbia en contrarellotge
- 2017
  -  Campiona de Namíbia en ruta
  -  Campiona de Namíbia en contrarellotge
- 2018
  -  Campiona de Namíbia en ruta
  - 1a a la Nedbank Cycle Classic
- 2019
  -  Campiona de Namíbia en ruta
  -  Campiona de Namíbia en contrarellotge
  - 1a a la Nedbank Cycle Classic
- 2020
  -  Campiona de Namíbia en ruta
- 2021
  -  Campiona de Namíbia en ruta
  -  Campiona de Namíbia en contrarellotge
- 2022
  -  Campiona de Namíbia en ruta
  -  Campiona de Namíbia en contrarellotge
- 2023
  -  Campiona de Namíbia en ruta
- 2024
  -  Campiona de Namíbia en ruta
  -  Campiona de Namíbia en contrarellotge

## Palmarès en bicicleta de muntanya
- 2023
  -  Campiona de Namíbia de marató cross-country
- 2024
  - 1a a la Copa del Món de marató cross-country
- 2025
  - Campiona d'Africa de marató cross-country